# フィーリング・ナウ
フィーリング・ナウ(FEELING NOW)は1974年6月にリリースされた（FX-8067）大橋純子のデビューアルバムである。1976年に「ペイパー・ムーン」リリースの際に再発（FX-6057）更に「ペイパー・ムーン」がヒットしたため、1976年にジャケットを変更し再々プレスされた（S-7031）。2009年デビュー35周年を記念してアルバムとしては初CD化（UPCY-6527）但し「いつも」「突然炎の如く」を除く10曲は2in1にてCD化されたことがある。

## 収録曲
SIDE-A
1. ストップ・ルック・リッスン - Stop, Look, Listen （詞：T.Bell、曲：L.Creed、編曲：前田憲男） - 3:00
2. 兄弟の誓い - He Ain't Heavy‥‥He's My Brother （訳詞：原譲二、詞：B.Scott、曲：B-Russell、編曲：船山基紀・佐藤健） - 4:26
3. ア・ソング・フォー・ユー - A Song for You （訳詞：安井かずみ、詞・曲：L-Russell、編曲：川口真） - 2:51
4. ルック・ホワット・ユア・ドゥーイン・トゥ・ザ・マン - Look What You're Doin' to the Man （詞：A-Balade、J.Fragale、曲：F.Stanton、編曲：船山基紀・佐藤健） - 2:51
5. いつも （詞・作・編曲：佐藤健） - 3:30
6. 突然炎の如く （詞：なかにし礼、曲：井上忠夫、編曲：萩田光雄） - 3:15

SIDE-B
1. 夢に消えた夜 - (Last Night) I Didn't Get to Sleep at All （訳詞：安井かずみ、曲：T.Macaulay、編曲：前田憲男） - 3:03
2. 帰り来ぬ青春 - Yesterday When I was Young （訳詞：吉原幸子、曲：C.Aznavour、編曲：川口真） - 3:12
3. やさしく歌って - Killing Me Softly with His Song （詞：C.Figman、曲：U.Bendi、編曲：前田憲男） - 4:42
4. ユア・マイ・ワールド - You're My World （詞：伊藤アキラ、作・編曲：樋口康雄） - 3:12
5. 鍵はかえして! （詞：なかにし礼、曲：井上忠夫、編曲：萩田光雄） - 4:14
6. 消えゆく太陽 - Ain't No Sunshine （詞：B.Withers、編曲：萩田光雄） - 4:02

## レコーディングスタッフ
- プロデューサー：本城和治
- レコーディング・ミキサー：小林としお

## カバーデザイン
- カバー写真：Jun Miyajima
- カバーデザイン：Naoji Imai